# 다케촌 (아이치현)
다케촌(竹村)은 아이치현 헤키카이군에 설치되었던 촌이다. 현재의 도요타시에 해당한다.